# Jasmin (poeta)

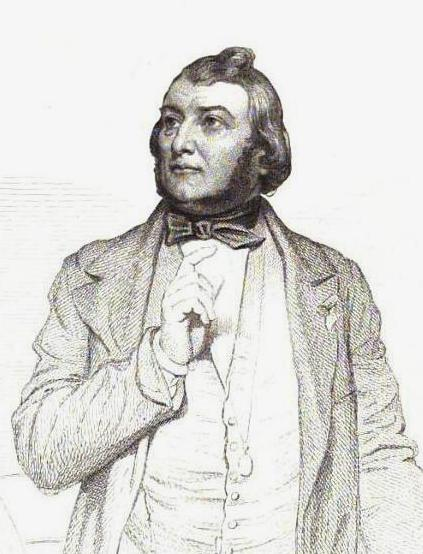
Retrato de Jasmin, según un grabado de la Revue des deux mondes, 1854.

Jacques Boé, más conocido como Jasmin o Jansemin, (Agen, 6 de marzo de 1798 - Agen, 4 de octubre de 1864) fue un poeta francés en lengua occitana. Barbero de profesión, componía canciones y poemas que recitaba a sus clientes. Su éxito entre amigos y críticos le animó a abordar obras literarias más ambiciosas. Para ello utilizó el occitano, idioma al que dio un impulso importante. Por ello se le considera un importante precursor de la labor de Frédéric Mistral y del movimiento Félibrige, que promovieron el uso del idioma occitano.

## Juventud
Hijo de familia humilde (su padre era sastre), tras estudiar en el seminario local entró como aprendiz de barbero. Su gusto por las historias y su gran talento como narrador oral le aseguraron la clientela. Pudo así abrir su propio negocio y se casó. 

## Obra poética y recitales públicos
Con ocasión de las fiestas de carnaval de 1822 compuso el poema La fidelitat agenesa que en seguida se hizo muy popular. En 1825 escribió Lo Charibari y su consagración como poeta llegó cuando fue coronado por la Academia de Agen por su oda Lou tres de may, escrita con ocasión de la inauguración en Nérac de una estatua dedicada a Enrique IV de Francia, en 1830. Comenzó así una carrera de lector público de sus obras, primero en su región y luego, según se iba extendiendo su prestigio, cada vez más lejos. En 1836 su recital en Burdeos, donde declamó L’abuglo de Castèl-Cuilhèr, le dio renombre en toda Francia. A partir de 1840, sus giras por el Mediodía francés le ocupan todo su tiempo. Sus recitales llegan a ser verdaderos acontecimientos que congregan a las masas. Dedicó buena parte de sus ingresos a obras de caridad. Su talento como narrador oral hizo renacer a la poesía popular occitana y suscitó innumerables vocaciones. El crítico Sainte-Beuve alabó su ingenio popular y Balzac hizo una amable ironía del poeta peluquero en su obra La monographie de la presse parisienne (1842), donde recrea un imaginario recital de Jasmin en el salón literario de una dama de la capital. 
Jasmin también despertó el interés más allá de Francia. Su obra L'Abuglo de Castèl-Cuillè fue traducida y editada en Estados Unidos por Longfellow.

## Estudios sobre Jasmin
Emmanuel Le Roy Ladurie publicó La sorcière de Jasmin (collection «L’Univers historique», Éditions du Seuil, 1983), donde analiza el poema Françoneta y estudia sus fuentes y sus antecedentes históricos.

## Reconocimientos públicos
En Agen se inauguró en 1870 una estatua de bronce en su honor, obra del escultor Vital-Dubray, que se instaló en la plaza dedicada al poeta. Asimiso, en París una calle lleva su nombre, así como una estación de metro.

## Obras
- Las Papillôtos,[4] (1835, 1842, 1854 y 1863).
- L'Abuglo de Castèl-Cuillè (El ciego de Castelculier).
- Françoneta.
- Los dos fraires beçons (Los dos gemelos).
- La Setmana del Filh (La semana del hijo).
- Mos Sovenirs (Mis recuerdos).
- Maltra l'innocenta (Maltre la inocente).
- Lo poèta del puple a Monsur Renan (El poeta del pueblo al señor Renan).